# Mammillaria vetula
Mammillaria vetula (укр. Мамілярія стара, мамілярія ветула) — сукулентна рослина з роду мамілярія (Mammillaria) родини кактусових (Cactaceae).

## Історія

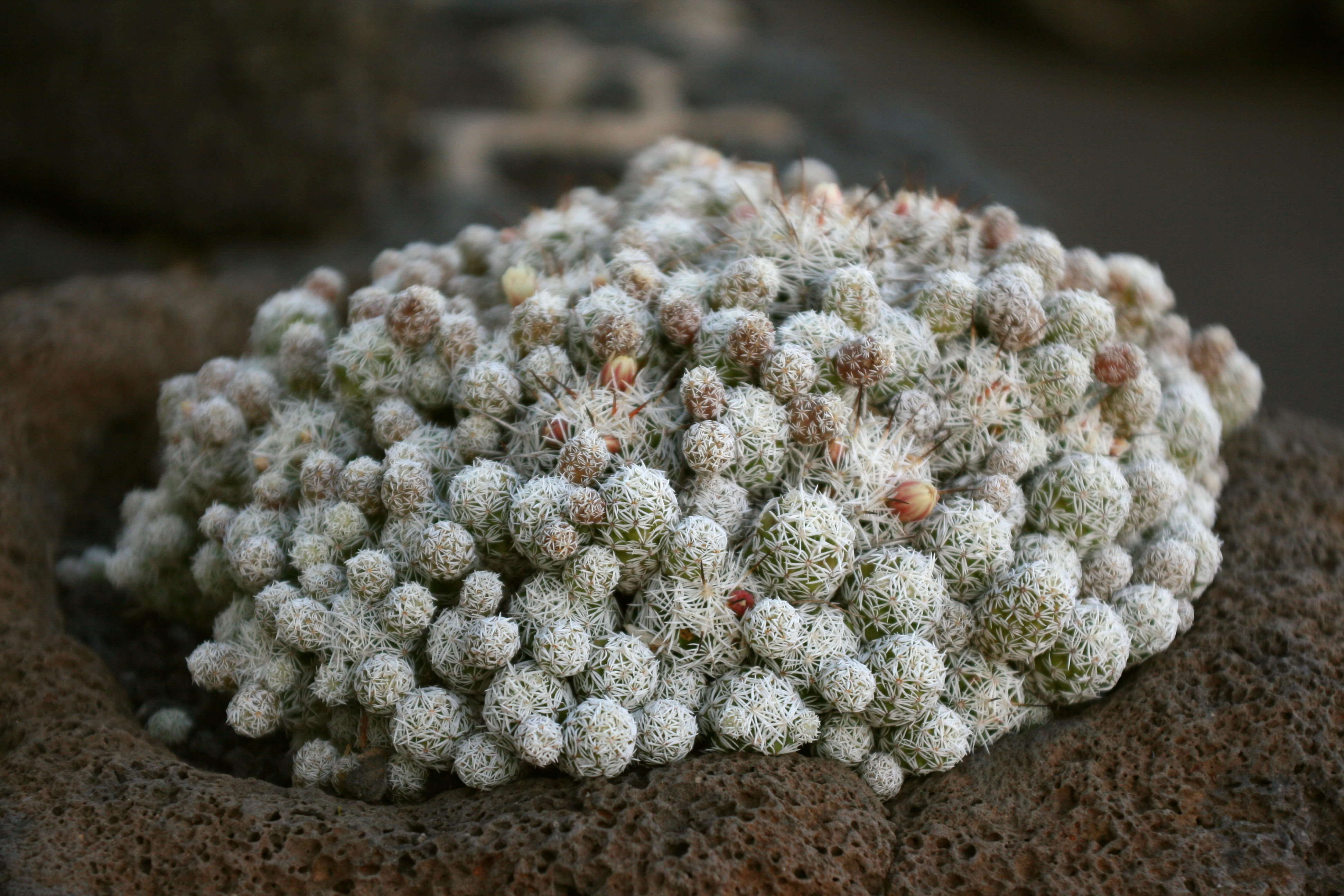
Mammillaria vetula у муніципалітеті Яйса, Канарські острови, Іспанія

Вид вперше описаний німецьким ботаніком Карлом Фрідріхом Філіппом фон Марціусом (нім. Carl Friedrich Philipp von Martius, 1794—1868) у 1832 році у виданні нім. «Novorum Actorum Academiae Caesareae Leopoldino-Carolinae Germanicae Naturae Curiosorum».

## Етимологія
Видова назва походить від лат. vetulus — «старий».

## Ареал і екологія
Mammillaria vetula є ендемічною рослиною Мексики. Ареал розташований у штатах Ідальго, Гуанахуато і Керетаро. Рослини зростають на висоті від 1600 до 3350 метрів над рівнем моря у соснових лісах.

## Морфологічний опис
| Орган              | Опис |
| Рослини            | охоче групуються і формують пагорби з плоскою верхівкою.                                                   |
| Коріння            | |
| Стебло             | кулясте до циліндричного, до 10 см в діаметрі.                                                             |
| Епідерміс          | глянцево-синьо-зелений.                                                                                    |
| Маміли             | тверді до трохи м'яких, тупо-конічні, основа чотиристороння, без молочного соку.                           |
| Ареоли             | |
| Аксили             | трохи вкриті пухом або голі.                                                                               |
| Центральні колючки | 1-2, іноді відсутні, червонувато-коричневі, прямі, тверді, голкоподібні, до 10 мм завдовжки.               |
| Радіальні колючки  | спочатку 11-25, пізніше близько 50, або тільки 11-16, білі, тонкі, прямі, голкоподібні, завдовжки 3-10 мм. |
| Квіти              | жовто-лимонні, до 17 мм завдовжки.                                                                         |
| Бутони             | |
| Зовнішні пелюстки  | |
| Внутрішні пелюстки | |
| Тичинки            | |
| Маточка            | |
| Плоди              | від білуватих до зелених.                                                                                  |
| Насіння            | чорне. |

## Різновиди

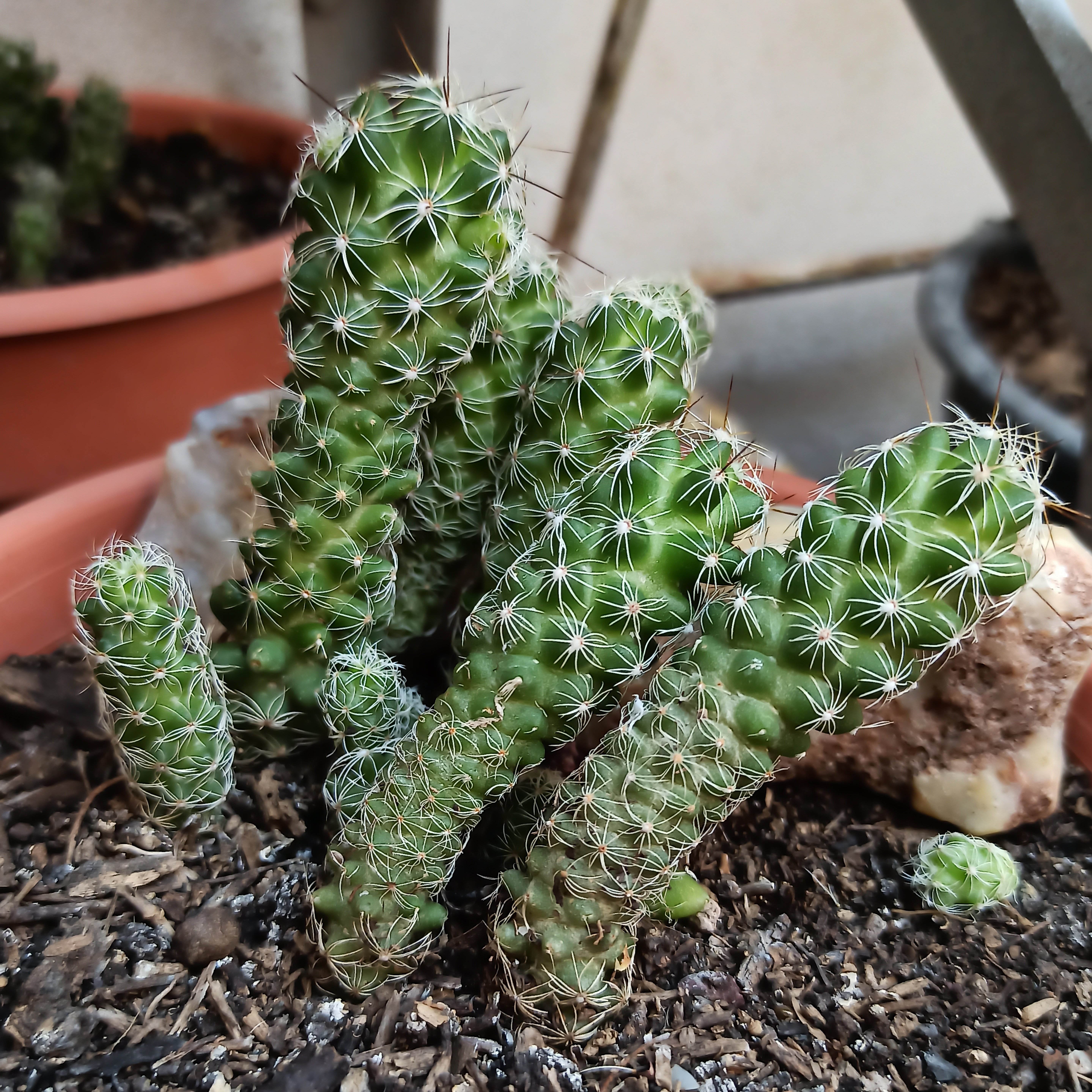
Mammillaria vetula subsp. gracilis

Визнано два різновиди Mammillaria vetula номінаційний підвид — Mammillaria vetula subsp. vetula і підвид gracilis — Mammillaria vetula subsp. gracilis (Pfeiffer 1838) D.R.Hunt 1997.

### Mammillaria vetula subsp. vetula
- Центральних колючок — типово 1-2.
- Радіальних колючок — мінімально 25.
- Квіти — до 15 мм або більше завдовжки.
- Ареал зростання — зустрічається на високих пагорбах Ідальго, Гуанахуато і Керетаро.

### Mammillaria vetula subsp. gracilis
- Центральних колючок — часто відсутні.
- Радіальних колючок — тільки 11-16.
- Квіти — до 12 мм завдовжки.
- Ареал зростання — Ідальго і Керетаро.

## Чисельність, охоронний статус та заходи по збереженню
Mammillaria vetula входить до Червоного списку Міжнародного союзу охорони природи видів, з найменшим ризиком (LC).
Наразі немає серйозних загроз для цього виду, проте деякі субпопуляції страждають від вирубки соснових лісів і зміни в землекористуванні.
Охороняється Конвенцією про міжнародну торгівлю видами дикої фауни і флори, що перебувають під загрозою зникнення (CITES).

## Використання і торгівля
Цей кактус вирощується як декоративна рослина. Деякі форми дуже поширені в культурі.